# Ilana Hammerman
Ilana Hammerman (en hébreu: אילנה המרמן) est traductrice et écrivain israélienne née à Haïfa le 15 septembre 1944. Elle a traduit en hébreu, entre autres, Céline, Camus, Flaubert, Nietzsche, Kafka et García Márquez. Elle a publié plusieurs ouvrages sur la théorie littéraire, notamment sur le national-socialisme et la littérature allemande, et sur l'activité littéraire dans les territoires occupés.